# تيس مار خان (فلم)
تيس مار خان (بالإنجليزية: Tees Maar Khan) هو فيلم سرقة كوميدي هندي صدر عام 2010 من كتابة أشميث كوندر وإخراج فرح خان، ومن بطولة أكشاي كومار، وكاترينا كيف، وأكشاي خانا، وشهد الفيلم أيضًا ظهور خاص لممثلين مرموقين في الساحة الفنية ونذكر منهم الممثل أنيل كابور والنجم سلمان خان الذي ظهر في أغنية راقصة، وقد صنف الفيلم كأحد الأفلام الكوميدية التي تركت بصمتها في الساحة الفنية البوليوودية بحيث تلقى ترحابا من قبل الجمهور والنقاد السينمائيين.

## القصة
تدور أحداث الفيلم حول تيس مار خان (أكشاي كومار) اللص المحترف المطلوب للعدالة في جميع دول العالم، والذي يخطط لسرقة قطار مليء بالذهب، ولكي يقوم بهذا استغل إحدى القرى المعروفة بضيعة (دوليا) والقاطنين إلى جانب خط سكة الحديد، وقد أقنعهم أنه يقوم بعمل إخراج لفيلم وأن اللقطة التي سيصورها يجب أن يقوم بالهجوم على القطار مع أهالي القرية، وتم ذلك فعلًا ولكن يقبض عليه ويعاود الفرار مجددًا واستعيد المال الذي سرقه.

## وصلات خارجية
- مقالات تستعمل روابط فنية بلا صلة مع ويكي بيانات